# 晋元纪念馆
晋元纪念馆，位于中国广东省梅州市蕉岭县西部，为蕉岭县的一个县级文物保护单位，类型为近现代重要史迹及代表性建筑，公布时间为2001年。
晋元纪念馆建于2000年。